# Коломбо, Уго
Уго Коломбо (итал. Ugo Colombo; 22 февраля 1940, Сан-Джорджо-су-Леньяно, Ломбардия — 10 октября 2019, Понтремоли, Тоскана) — итальянский шоссейный велогонщик, выступавший на профессиональном уровне в 1964—1974 годах. В составе команды Filotex 11 раз подряд принимал участие в супермногодневке «Джиро д’Италия», выиграв три отдельных этапа, трёхкратный участник «Тур де Франс».

## Биография
Уго Коломбо родился 22 февраля 1940 года в коммуне Сан-Джорджо-су-Леньяно провинции Милан, Италия.
Дебютировал на профессиональном уровне в сезоне 1964 года, когда присоединился к итальянской команде Filotex и в её составе впервые проехал супермногодневку «Джиро д’Италия», где занял в генеральной классификации 39-е место. Также отметился выступлениями на «Милан — Сан-Ремо» и «Джиро ди Тоскана».
В 1965 году стал третьим на «Коппа Сабатини», пятым на «Туре Швейцарии», вновь проехал «Джиро д’Италия», где работал на своего капитана Франко Битосси и расположился в итоговом протоколе на 23-й позиции.
В 1966 году занял 19-е место на «Джиро д’Италия» и впервые выступил на «Тур де Франс», показав в генеральной классификации 44-й результат.
В 1967 году финишировал вторым в гонках «Гран-при Вальсассина» и «Гран-при Кемаб», на «Джиро» на сей раз сошёл с дистанции, тогда как на «Туре» преодолел все этапы, в частности во время восхождения на гору Ванту был поражён смертью британского гонщика Тома Симпсона: «Я проезжал мимо и увидел его безжизненным на обочине дороги, ужасное чувство».
В 1968 году одержал победу на «Гран-при Монтелупо», стал третьим на «Джиро ди Кампания», занял 33-е место на «Джиро д’Италия» и закрыл десятку сильнейших на «Тур де Франс». Принимал участие в групповой гонке профессионалов на домашнем шоссейном чемпионате мира в Имоле, но не финишировал и не показал никакого результата.
В 1969 году был лучшим на двух этапах «Тура Романдии», став в генеральной классификации четвёртым. Достаточно успешно выступил на «Джиро д’Италия», где сумел выиграть один из этапов и расположился в общем зачёте на пятой строке.
В 1970 году одержал победу на «Коппа Плаччи», выиграл один из этапов «Вуэльты Каталонии», был вторым на «Гран-при города Камайоре», пятым на «Туре Швейцарии», седьмым на «Туре Романдии», занял 17-е место в генеральной классификации «Джиро д’Италия».
В 1971 году вновь победил на «Коппа Плаччи», добавил в послужной список победу на одном из этапов «Тура Швейцарии», став третьим в генеральной классификации. На «Джиро» в этот раз в течение двух дней владел розовой майкой лидера и закончил гонку на третьей позиции, уступив только шведу Йёсте Петтерссону и бельгийцу Херману ван Спрингелу.
В 1972 году среди прочих результатов — победа на третьем этапе «Джиро д’Италия», Коломбо на один день завладел розовой майкой лидера, но к концу гонки спустился в генеральной классификации на 23-е место.
«Джиро д’Италия» 1973 года не завершил, сойдя с дистанции в ходе одного из этапов.
В 1974 году в 11-й раз подряд принимал участие в «Джиро д’Италия», на сей раз сумел выиграть седьмой этап и разместился в общем зачёте на 39-й строке, после чего принял решение завершить карьеру профессионального велогонщика.
Впоследствии в 1976 году вместе с женой переехал на постоянное жительство в коммуну Понтремоли, где открыл собственную пекарню. Сотрудничал с итальянской велокомандой Scic и титулованным велогонщиком Джузеппе Саронни.
Умер после долгой и тяжёлой болезни 10 октября 2019 года в Понтремоли в возрасте 79 лет. Похоронен на кладбище коммуны Филаттьера.